# Breites Moor
Das Breite Moor ist ein Naturschutzgebiet in der niedersächsischen Stadt Celle und in der Gemeinde Eschede im Landkreis Celle.

## Beschreibung
Das Naturschutzgebiet mit dem Kennzeichen NSG LÜ 026 ist 122 Hektar groß. Davon entfallen 96,8 Hektar auf den Landkreis Celle und 25,2 Hektar auf die Stadt Celle. Das Naturschutzgebiet ist nahezu deckungsgleich mit dem gleichnamigen FFH-Gebiet Nr. 085 (116,1 ha). Das Breite Moor liegt nordöstlich von Celle zwischen dem Celler Stadtteil Garßen und Eschede.
Das Moor entstand durch die Verlandung einer Senke mit hohem Gewässerstand. Dieser Prozess führte über das Stadium eines Niedermoores zum Hochmoor. Diese Art Moor weist nur eine geringe Torfschichtdicke (bis maximal zwei Meter) auf. Es wird im Norden von der B 191 durchschnitten. Einzelne Flächen des ursprünglichen Moorbereiches wurden in Grünland umgewandelt. Im Zentrum des Schutzgebietes befinden sich mehrere Teiche, die früher als Fischteiche genutzt wurden. Weitere kleinere Teiche, die noch als Fischteiche bewirtschaftet werden, befinden sich im Südwesten sowie teilweise außerhalb des Naturschutzgebietes. Die höher gelegenen, trockeneren Randbereiche wurden früher von Heide geprägt. Diese Flächen sind überwiegend mit Nadelbäumen aufgeforstet worden. Durch diese Maßnahmen und das Abtorfen nach den beiden Weltkriegen hat das Gebiet viel von seinem ursprünglichen Charakter verloren. Die zahlreichen Torfstiche haben sich mit Wasser gefüllt. Hier kann sich die Moorvegetation regenerieren.
Die Entwässerung des Gebietes erfolgt in erster Linie in südliche Richtung über Harberlandbach und Altenhägener Kanal zur Lachte.
Das Gebiet steht seit dem 6. März 1975 unter Naturschutz. Zuständige untere Naturschutzbehörden sind der Landkreis Celle und die Stadt Celle.

Das Breite Moor nahe Eschede
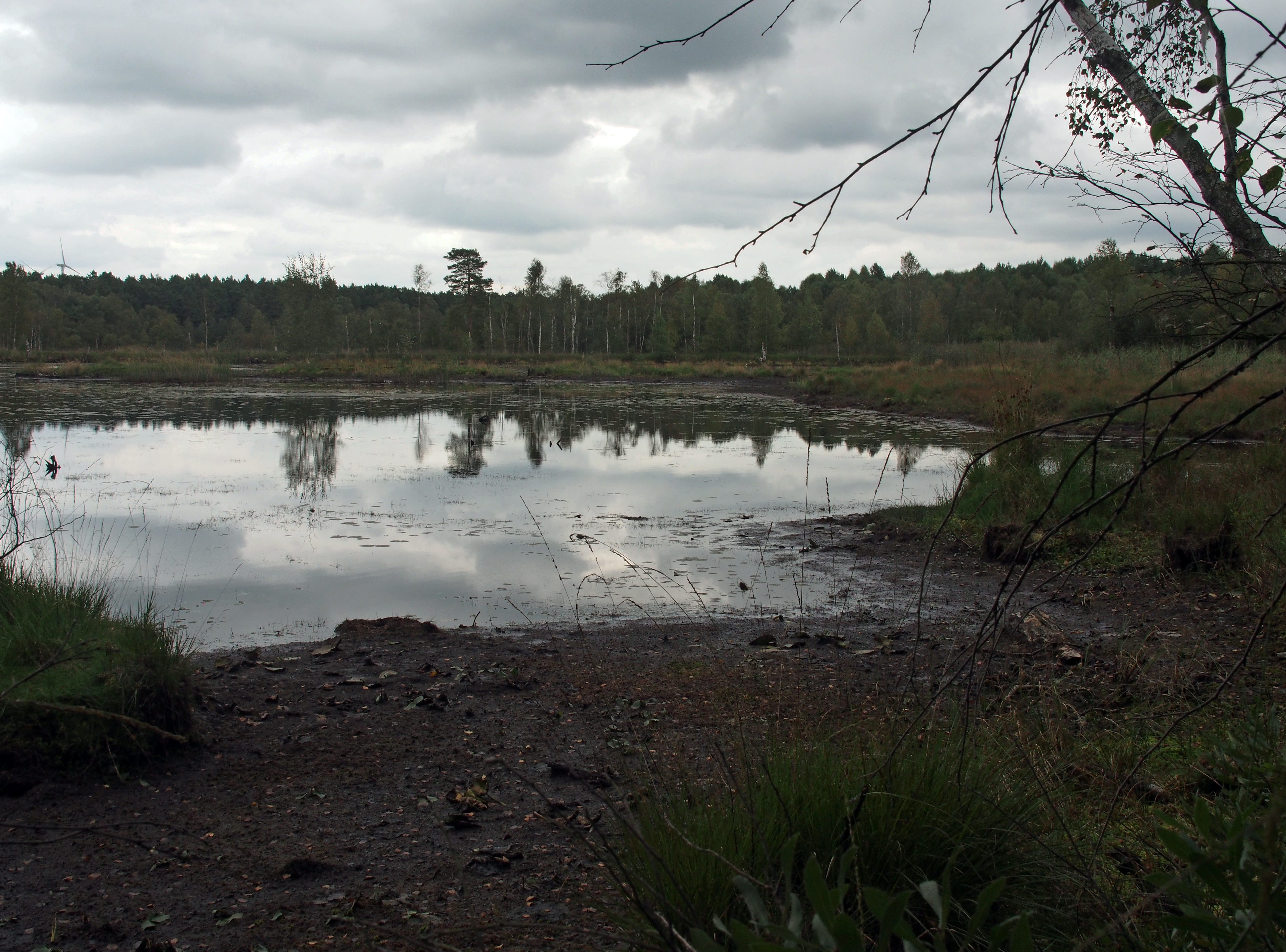
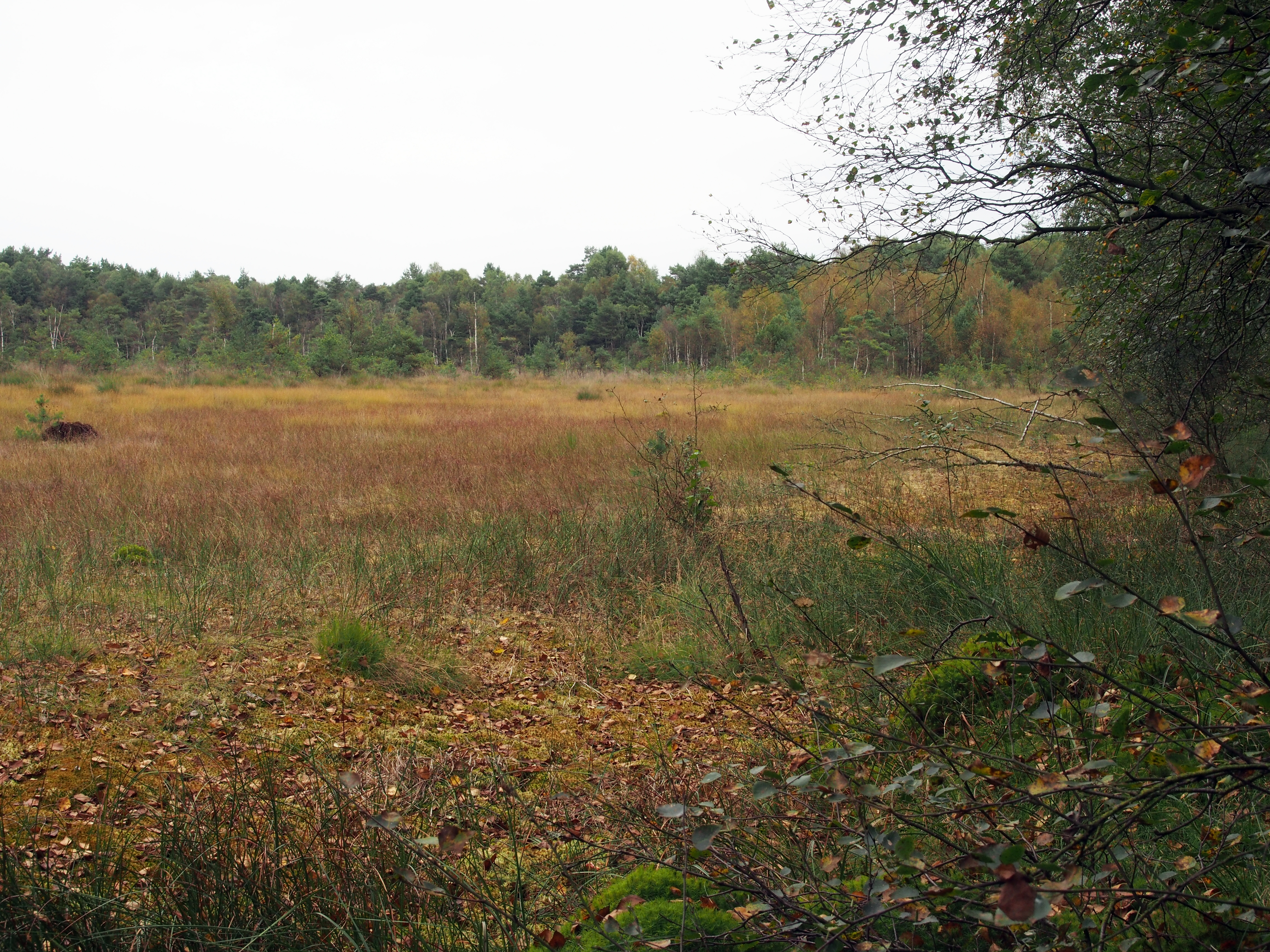
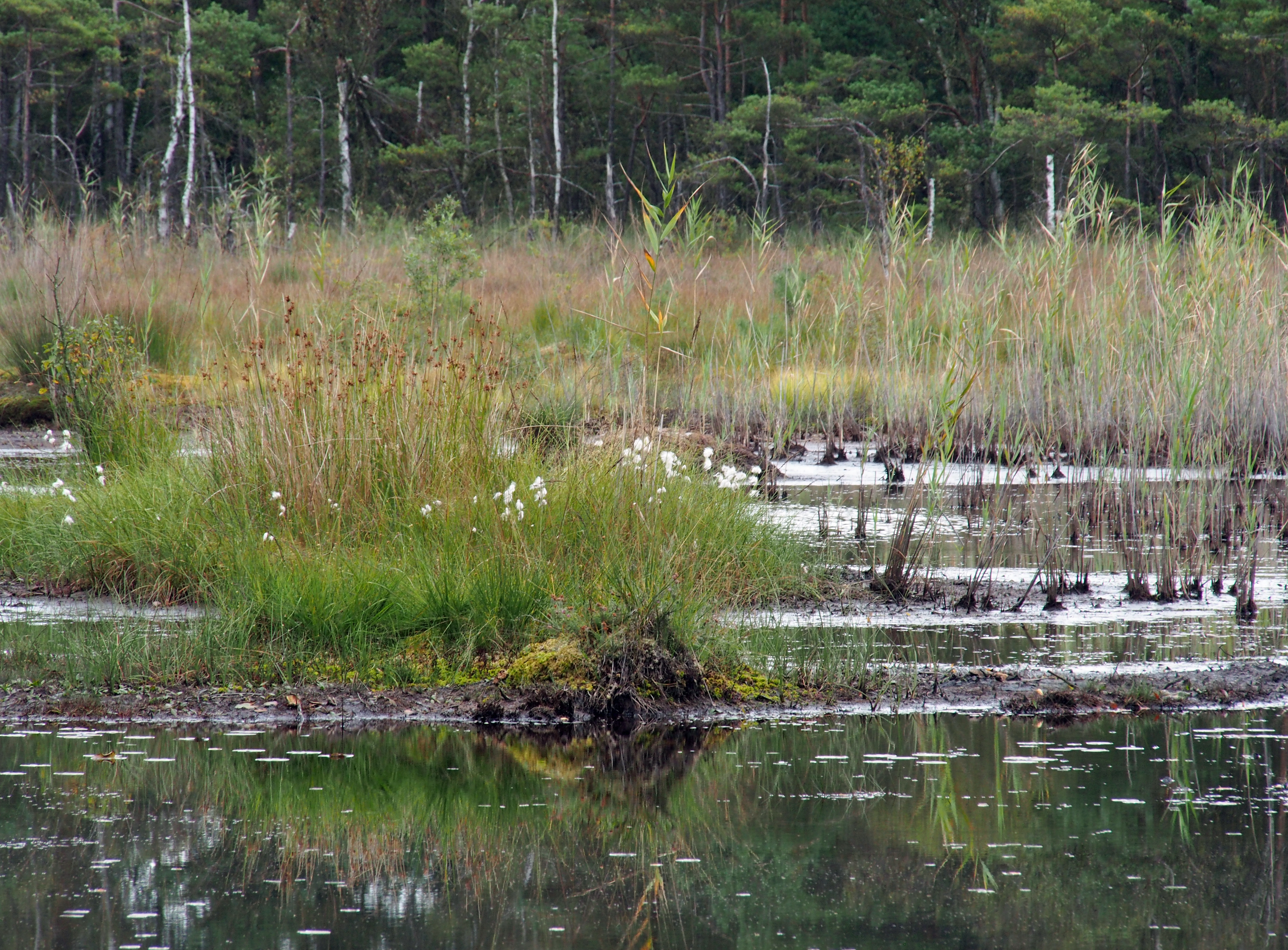

## Flora
In den naturnahen Teilen des Moores findet man an seltenen Pflanzen unter anderem die gelbe Moorlilie (Narthecium ossifragum), Weißes Schnabelried (Rhynchospora alba), das Braune Schnabelried (Rhynchospora fusca), Lungen-Enzian (Gentiana pneumonanthe), Sumpf-Bärlapp oder Moorbärlapp (Lycopodiella inundata) und das Schmalblättrige Wollgras (Eriophorum angustifolium). Außerdem wachsen hier fleischfressende Pflanzen, der Mittlere Sonnentau (Drosera intermedia), der  Rundblättrige Sonnentau (Drosera rotundifolia) und der Kleine Wasserschlauch (Utricularia minor). Raritäten sind die Weichwurz (Hammarbya paludosa) und das Torfmoos-Knabenkraut (Dactylorhiza sphagnicola) sowie die seltene Glänzende Seerose (Nymphaea candida). Der dichte Gürtel mit Gagelstrauch (Myrica gale) im Randbereich des Moores, der im August 1975 beim Brand in der Lüneburger Heide fast vollständig zerstört wurde, regeneriert sich wieder.

Flora im Breiten Moor
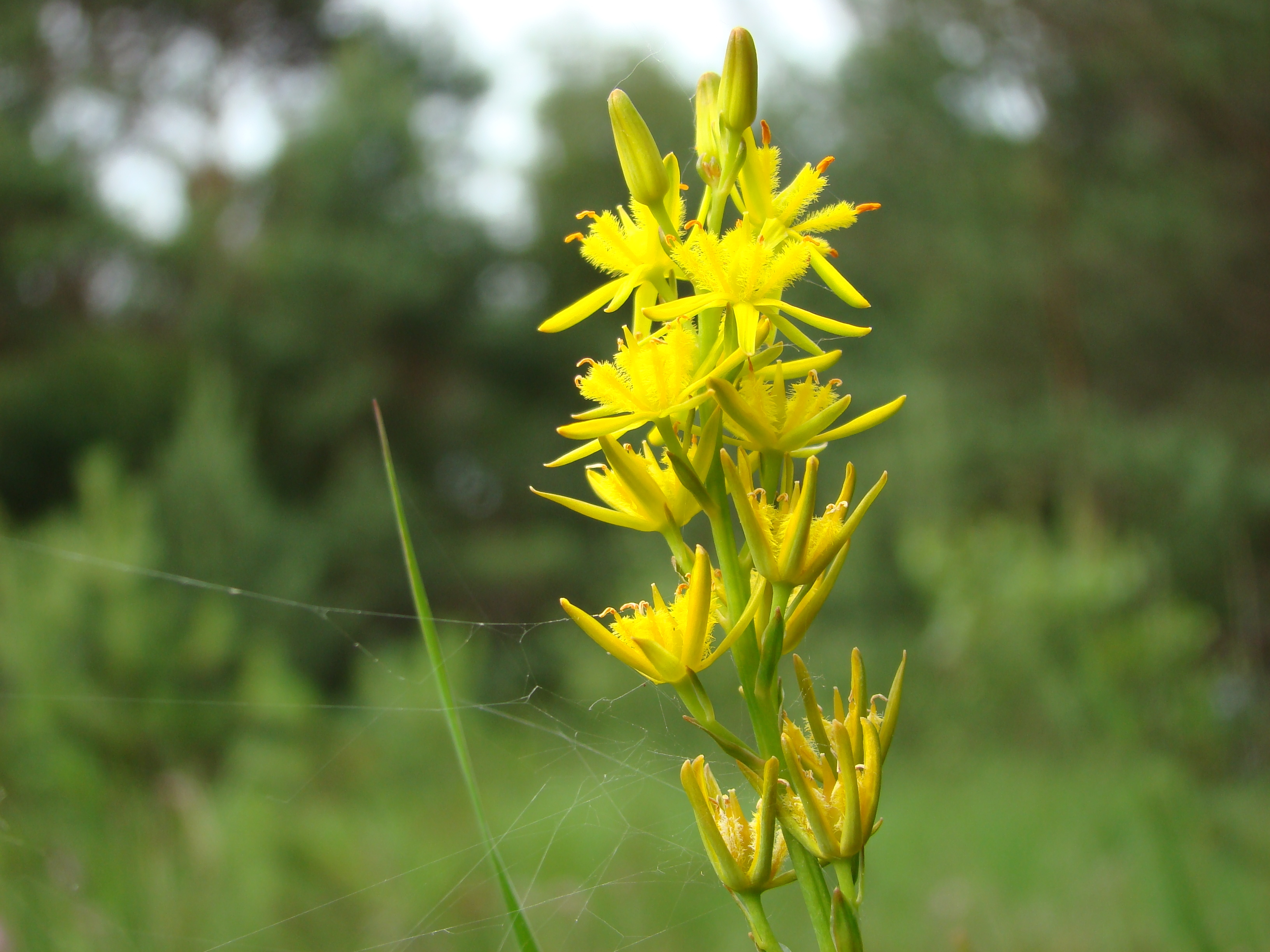
Gelbe Moorlilie
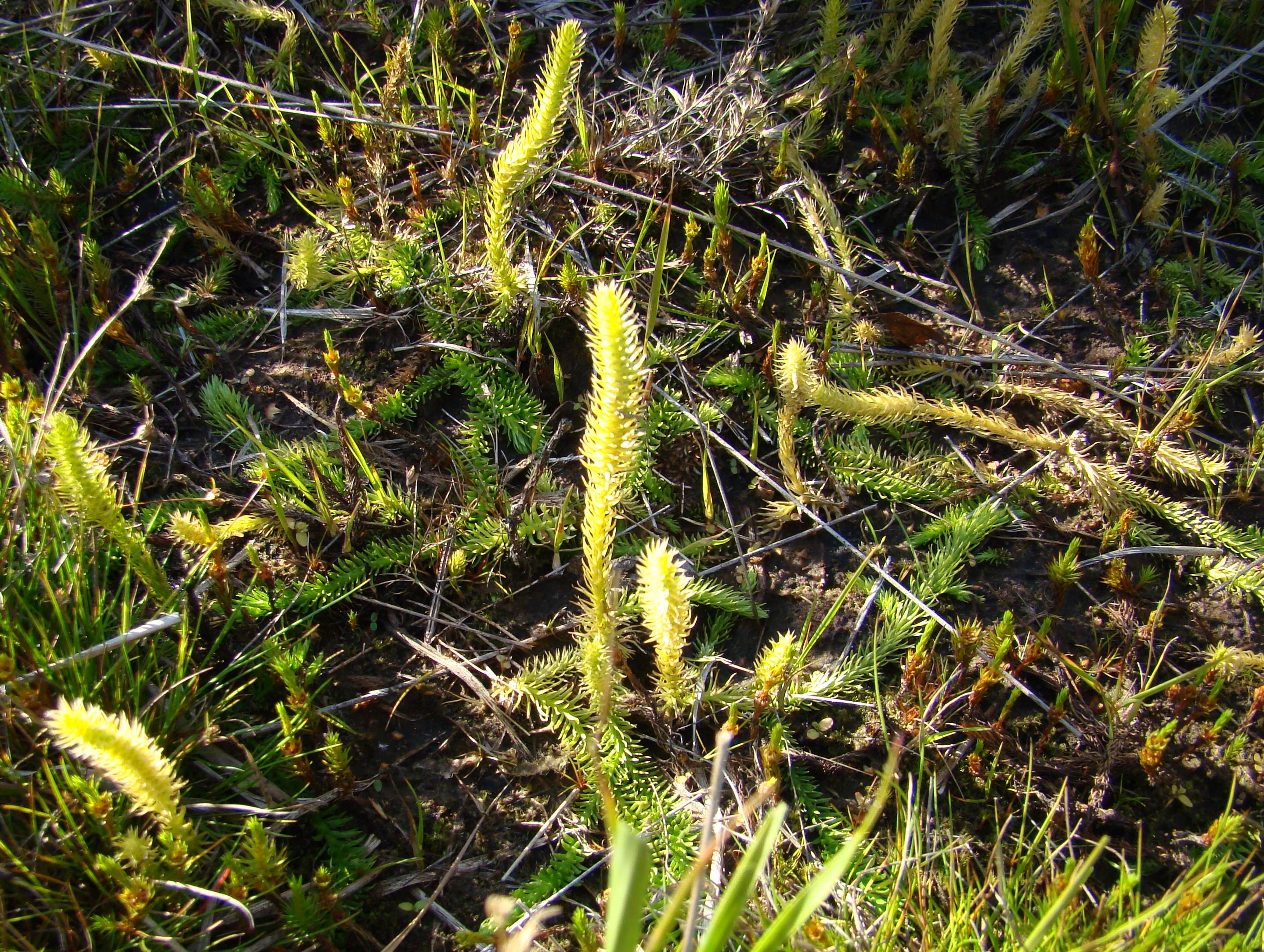
Sumpfbärlapp
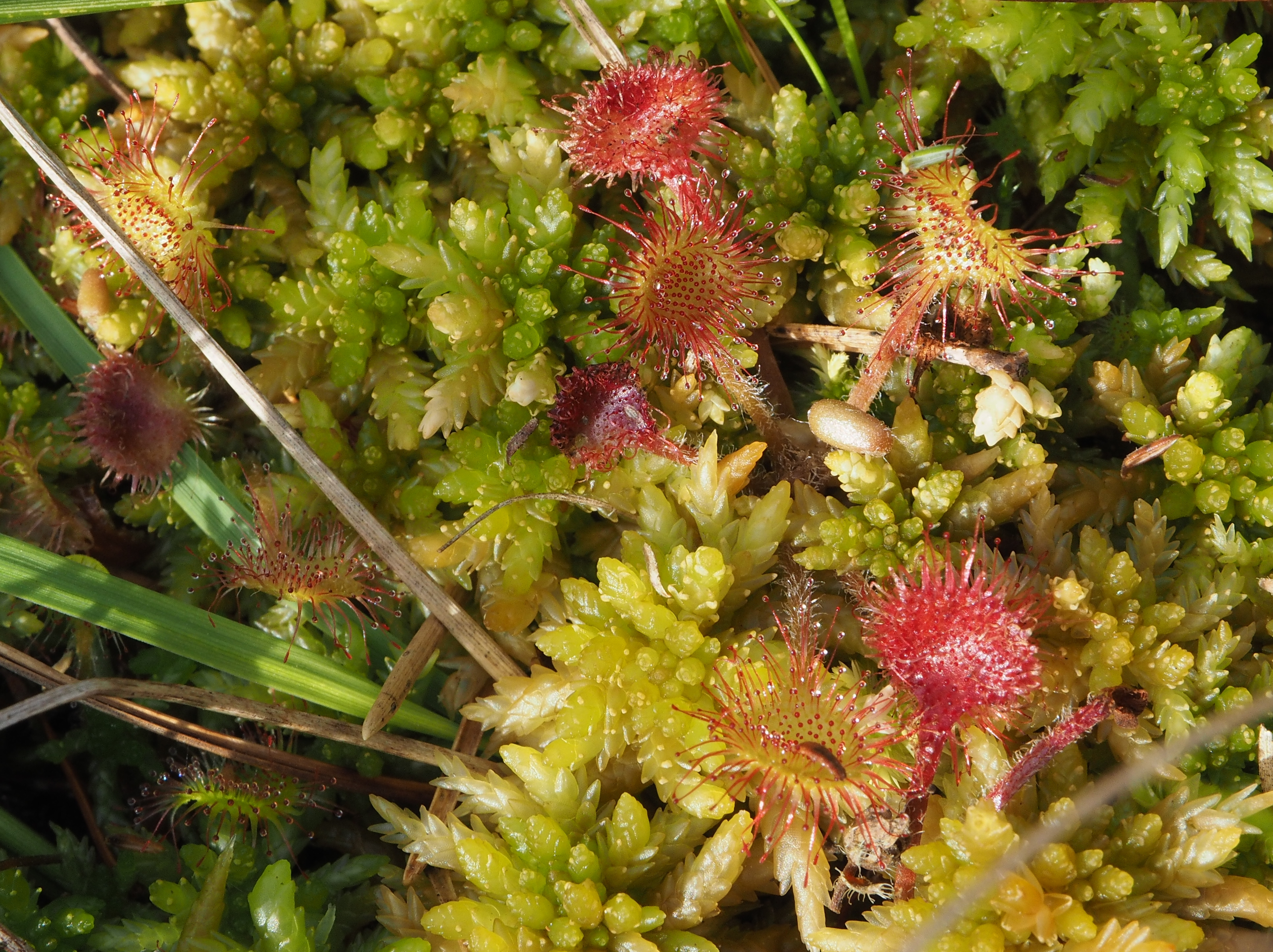
Rundblättriger Sonnentau